# Klukowo (gmina)
Klukowo – gmina wiejska w województwie podlaskim, w powiecie wysokomazowieckim.
Siedzibą gminy jest Klukowo. Na terenie gminy znajduje się 38 wsi o łącznej liczbie 4893 mieszkańców. Według danych z 31 grudnia 2019 roku gminę zamieszkiwało 4346 osób.

## Geografia

### Położenie
Gmina położona jest w południowo-wschodniej części województwa podlaskiego, na terenie Wysoczyzny Wysokomazowieckiej, w południowej części powiatu wysokomazowieckiego. Od północy graniczy z gminą Szepietowo i gminą Czyżew, od wschodu z gminami Rudka i Brańsk, od południa z miastem i gminą Ciechanowiec, od zachodu z województwem mazowieckim i gminą Boguty-Pianki.
W latach 1975–1998 gmina położona była w województwie łomżyńskim.

### Klimat
Klimat gminy jest typowym dla regionu północno–wschodniej Polski - umiarkowany przejściowy z wyraźnym wpływem czynników kontynentalnych, charakteryzujących się surowością warunków. Średnia temperatura roczna: 6,8 °C. 
Okres wegetacyjny wynosi 200 – 210 dni. Lato trwa średnio 80 – 90 dni, zima 100 – 110 dni. W ciągu roku notuje się średnio 50 dni mroźnych o temp. poniżej 0 °C, oraz 27 dni gorących o temp. powyżej 25 °C.

### Fauna i flora
Gmina należy do obszaru Zielonych Płuc Polski.

Na terenie gminy występuje dąb bezszypułkowy i sosna. W płd.-wsch. części gminy, w dolinie rzeki Nurzec, objętej statusem obszaru chronionego krajobrazu, występuje naturalna roślinność wodna, torfowiskowa i bagienna, zbiorowiska krzewiastych wierzb oraz fragmenty łęgów wierzbowo–topolowych.
Na obszarze gminy występują wilki, łosie, jelenie i dziki oraz, w wodach Nurca, raki szlachetne i liczne bobry. Na terenie gminy występują również stanowiska bociana białego. 

### Struktura powierzchni
Gmina Klukowo ma obszar 123,77 km², w tym:
- użytki rolne: 86%
- użytki leśne: 9%[6].

Gmina stanowi 9,66% powierzchni powiatu.

## Historia
Klukowo było wymienione po raz pierwszy jako wieś w kasztelanii święckiej w 1239 roku. Po przerwie w istnieniu wieś ponownie zasiedlono w początkach XV w. Miejscowość należała m.in. do rodziny Starzeńskich. 

## Zabytki
- Kaplica Starzeńskich - Starzeńscy w 1835 r. wybudowali kaplicę dworską, przeznaczoną na kaplicę grobową fundatorów. Kaplica była wzorowana na rokokowym kościele w Wołczynie. Po 1840 r. uległa ona dewastacji w związku z przeniesieniem rezydencji Starzeńskich do Nowodworów. W 1874 r. budowlę przekazano na kościół parafialny. Wyróżniającym się elementem jest wykonana z kamienia Droga Krzyżowa.
- W gminie Klukowo znajduje się Kuczyn, który istniał już za czasów kasztelanii święckiej. Wieś była siedzibą Kuczyńskich herbu Ślepowron od XV w. do 1805 r.
- neogotycki kościół w Kuczynie wzniesiony w latach 1888–1893 według projektu Jana Hinza. W roku 1896 powstała murowana plebania.
- W oddalonym 7 km od Klukowa Gródku odnaleziono cmentarzysko pradawnych osad ludzkich, datowane na 100 lat p.n.e. – 300 lat n.e. Gródek był w średniowieczu grodem pomocniczym dla grodu w Święcku.
- W XIX w. w Gródku wybudowano zespół dworski: dworek drewniany, murowaną stajnię, spichlerz, wozownię, które w latach powojennych przeszły na własność Spółdzielni Kółek Rolniczych.

## Oświata
Na terenie gminy znajdują się 4 szkoły podstawowe.

## Demografia

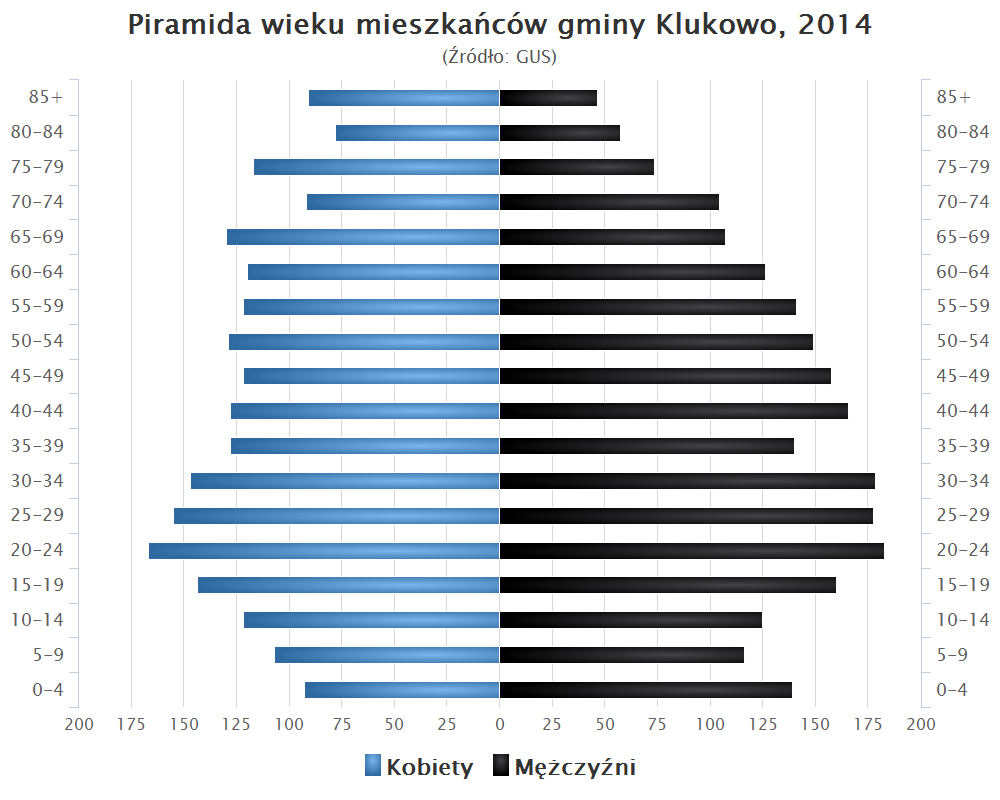
Piramida wieku mieszkańców gminy Klukowo w 2014 roku

Dane z 30 czerwca 2004
| Opis                              | Ogółem | Ogółem | Kobiety | Kobiety | Mężczyźni | Mężczyźni |
| --------------------------------- | ------ | ------ | ------- | ------- | --------- | --------- |
| jednostka                         | osób   | %      | osób    | %       | osób      | %         |
| populacja                         | 4745   | 100    | 2284    | 48,1    | 2461      | 51,9      |
| gęstość zaludnienia (mieszk./km²) | 38,3   | 38,3   | 18,5    | 18,5    | 19,9      | 19,9      |

## Sołectwa
Dzikowiny, Gródek, Janki-Wiktorzyn, Kaliski, Kapłań, Klukowo, Klukowo-Kolonia, Kostry-Podsędkowięta, Kostry-Śmiejki, Kuczyn, Lubowicz-Byzie, Lubowicz Wielki, Lubowicz-Kąty, Łuniewo Małe, Łuniewo Wielkie, Malinowo, Piętki-Basie, Piętki-Gręzki, Piętki-Szeligi, Piętki-Żebry, Sobolewo, Stare Kostry, Stare Warele, Stare Zalesie, Trojanowo, Trojanówek, Usza Mała, Usza Wielka, Wyszonki-Błonie, Wyszonki Kościelne, Wyszonki-Klukówek, Wyszonki-Nagórki, Wyszonki-Włosty, Wyszonki-Wojciechy, Wyszonki-Wypychy, Żabiniec, Żebry Wielkie.

## Sąsiednie gminy
Boguty-Pianki, Brańsk, Ciechanowiec, Czyżew, Rudka, Szepietowo